# 산달래
산달래는 수선화과 부추아과 부추속의 여러해살이풀이다. 봄에 비늘줄기와 잎을 식용한다. 한국 중부 이남, 일본 등지에 분포하며, 산과 들에 난다. 꽃이 피는 시기는 5월에서 6월이다.

## 같이 보기
- 달래